# تاريخ القدس خلال العصر الإسلامي المبكر
يغطي تاريخ القدس خلال العصر الإسلامي المبكر الفترة ما بين الاستيلاء على المدينة من البيزنطيين من قبل الجيوش العربية الإسلامية للخلافة الناشئة في 637-638 م، واستيلاء الجيوش الكاثوليكية الأوروبية في الحملة الصليبية الأولى عليها في عام 1099. ظلت القدس طوال هذه الفترة مدينة مسيحية إلى حد كبير مع وجود مجتمعات أصغر مسلمة ويهودية. كانت جزءًا من عدة دول إسلامية على التوالي، بدءًا من الخلفاء الراشدين في المدينة المنورة ، والأمويين في سوريا، والعباسيين في بغداد وأتباعهم الأتراك الاسميين في مصر، والخلفاء الفاطميين في القاهرة، الذين تصارعوا عليها مع السلاجقة الأتراك وقوى إقليمية أخرى مختلفة، فقط ليخسروها في النهاية أمام الصليبيين.

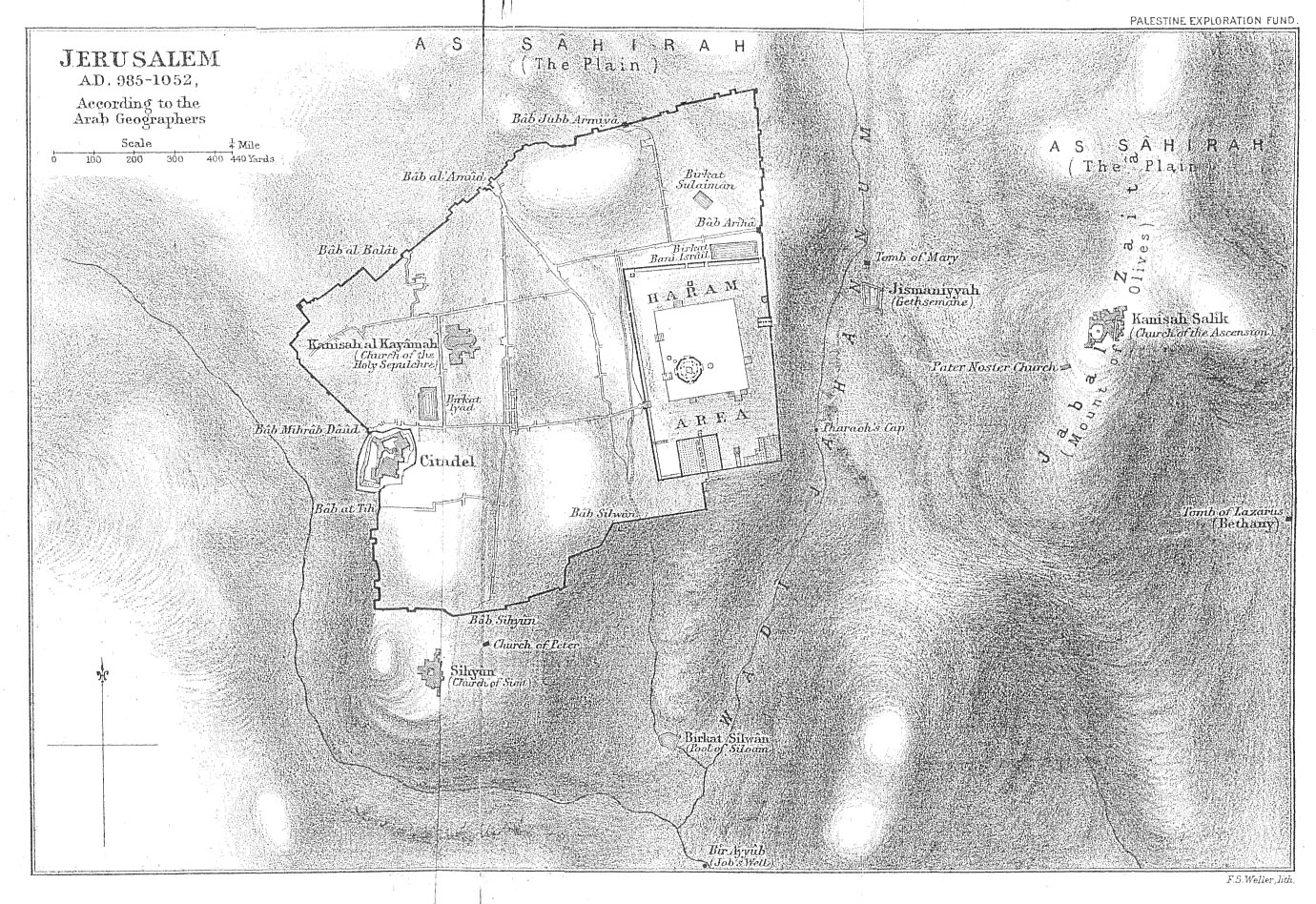
محاولة قديمة وغير دقيقة للغاية قام بها لو سترينج عام 1890 لإعادة بناء مخطط مدينة القدس 958-1052، من خلال تفسير أوصاف الجغرافيين العرب مثل المقدسي.

الخليفة الثاني عمر( r. 634–644 )، حصل على السيطرة الإسلامية على المدينة من بطريرك القدس . خلال فترة حكمه، من المرجح أن الصلاة الإسلامية أقيمت في الحرم القدسي ، وتم السماح لعدد محدود من اليهود بالإقامة في المدينة بعد حظر استمر لعدة قرون من قبل الرومان/البيزنطيين. البداية مع الخليفة معاوية الأول ( r. 661-680 )، أولى الخلفاء الأمويون الأوائل اهتمامًا خاصًا للمدينة نتيجة لقدسيتها، وحصل العديد منهم على قسم الولاء هناك. الأمويون عبد الملك ( r. 685–705 ) والوليد الأول ( r. وقد استثمر المسلمون r.) بشكل كبير في بناء المباني الإسلامية على الحرم الشريف، وخاصة قبة الصخرة والمسجد الأقصى، فضلاً عن الهياكل الدينية والإدارية الأخرى، والبوابات، وأعمال الطرق. وخليفتهم سليمان ( r. من المرجح أن محمداً بن يعقوب r.) كان يقيم في القدس في بداية حكمه، ولكن تأسيسه لمدينة الرملة القريبة جاء على حساب القدس سياسياً واقتصادياً على المدى الطويل.

## ملخص
طوال الفترة الإسلامية المبكرة والفترة الصليبية، وحتى غزو صلاح الدين الأيوبي عام 1187، احتفظت القدس بأغلبية مسيحية كبيرة، والتي لم تتوقف عن الوجود إلا بعد أن أزال صلاح الدين الأيوبي السكان الفرنجة عام 1187.
خلال القرون الأولى من الحكم الإسلامي، وخاصة في عهد الأسرتين الأموية (661-750) والعباسية (750-969)، ازدهرت المدينة؛ ووصفها الجغرافيان ابن حوقل والإصطخري في القرن العاشر بأنها "الولاية الأكثر خصوبة في فلسطين "، في حين خصص ابنها الجغرافي المقدسي (مواليد 946) العديد من الصفحات لمديحها في أشهر أعماله، أفضل الأقسام في معرفة المناخات. ولكن القدس في ظل الحكم الإسلامي لم تحقق المكانة السياسية أو الثقافية التي تمتعت بها العواصم دمشق وبغداد والقاهرة وغيرها.
مع تراجع الإمبراطورية الكارولنجية، التي انقسمت في عام 888، بدأت فترة من الاضطهاد المناهض للمسيحية من قبل المسلمين. ومع ذلك، قام البيزنطيون المستعادون بملء هذا الفراغ، ومع توسع الإمبراطورية في ظل الحروب الصليبية البيزنطية، سُمح للمسيحيين مرة أخرى بالحج إلى القدس.

## فترة الخلافة الراشدة (630-661)

#### هيمنة الريف
تم فتح جنوب فلسطين من قبل المسلمين بقيادة القائد عمرو بن العاص بعد انتصارهم الحاسم على البيزنطيين في معركة أجنادين ، والتي من المرجح أنها خاضت في موقع يبعد حوالي 25 كيلومتر (16 mi) جنوب-جنوب غرب القدس، في عام 634. على الرغم من أن القدس ظلت غير محتلة، إلا أن خطبة عيد الميلاد عام 634 التي ألقاها البطريرك صفرونيوس من القدس أشارت إلى أن العرب المسلمين كانوا يسيطرون على محيط المدينة بحلول ذلك الوقت، حيث لم يتمكن البطريرك من السفر إلى بيت لحم القريبة للاحتفال بعيد الميلاد بسبب وجود الغزاة العرب. وفقًا لإحدى روايات إعادة بناء التقاليد الإسلامية، أرسل عمرو بن العاص قوة متقدمة من المسلمين إلى القدس في طريقه إلى أجنادين.  بحلول عام 635 كانت جنوب سوريا في أيدي المسلمين، باستثناء القدس وعاصمة البيزنطيين فلسطين، قيسارية . في عظته عن عيد الغطاس ( عيد الغطاس الأرثوذكسي)، ق. 636–637 ، أعرب صفرونيوس عن أسفه على عمليات القتل والغارات وتدمير الكنائس على يد العرب.

#### الحصار والاستسلام
ليس من الواضح متى تم الاستيلاء على القدس على وجه التحديد، ولكن معظم المصادر الحديثة تضع ذلك في ربيع عام 637. وفي تلك السنة حاصرت قوات أبي عبيدة بن الجراح ، قائد القوات الإسلامية في الشام، المدينة. ويسجل التاريخ أن الخليفة عمر ( r. قام خليفة بن أبي سفيان r. )، الذي كان مقره في المدينة المنورة ، بزيارة واحدة أو عدة زيارات إلى جابيا ، المعسكر الرئيسي للمسلمين في سوريا، في عامي 637-638. ويقدر المؤرخان الحديثان فريد دونر وهيو إن. كينيدي أنه جاء لمعالجة العديد من المسائل الإدارية في المقاطعة المحتلة حديثًا. وفي أثناء وجوده في الجابية، تفاوض عمر على استسلام القدس مع وفد من المدينة، حيث أصر البطريرك على الاستسلام للخليفة بشكل مباشر وليس لقادته.
إن أقدم تقليد إسلامي معروف للاستيلاء على القدس ورد في تاريخ البلاذري (توفي عام 892) والذي ينسب إلى القائد العربي خالد بن ثابت الفهمي ترتيب استسلام المدينة بشروط تضمن سيطرة المسلمين على الريف وحماية سكان المدينة مقابل دفع الجزية. أرسل عمر خالد بن ثابت من الجابية. اعتبر المؤرخ شلومو دوف جويتين هذا التقليد الرواية الأكثر موثوقية للاستيلاء على القدس. هناك رواية أخرى، موجودة في تاريخ اليعقوبي (ت. 898) وأوتيخيوس الإسكندري (ت. 940)، تقول إنه تم الاتفاق على معاهدة بين المسلمين وسكان القدس، على الرغم من أن الشروط كانت هي نفسها إلى حد كبير تلك التي ذكرها البلاذري. يعيد تاريخ الطبري في القرن العاشر، مستشهدًا بالمؤرخ سيف بن عمر في القرن الثامن، إنتاج اتفاقية الاستسلام بالتفصيل، على الرغم من أن أجزاء منها ربما تكون قد تغيرت منذ وقت إبرامها. على الرغم من أن جويتين اعتبر رواية سيف "بلا قيمة" بسبب عدم موثوقية سيف بشكل عام، فقد زعم المؤرخان موشيه جيل وميلكا ليفي روبين أن التقليد كان أصيلاً إلى حد كبير. وكان الاتفاق بشأن القدس في مجمله ملائماً لسكان المدينة المسيحيين، إذ ضمن سلامة أشخاصهم وممتلكاتهم وكنائسهم، وسمح لهم بحرية العبادة مقابل دفع الجزية . وقد حصلت القوات البيزنطية والسكان الآخرون الذين كانوا يسعون إلى إخلاء المدينة على ضمانات أمنية منذ مغادرتهم القدس حتى وصولهم إلى نقطة مغادرتهم فلسطين. ويرى جيل أن عمر قد اتبع نهجاً متساهلاً حتى يتمكن السكان من مواصلة أسلوب حياتهم وعملهم وبالتالي يتمكنون من دعم القبائل العربية المتمركزة في فلسطين.
قد تضمنت المعاهدة المذكورة في الطبري، وفي المصادر المسيحية اللاحقة، شرطًا يمنع إقامة اليهود جنبًا إلى جنب مع مسيحيي المدينة، وهو استمرار للحظر الذي بدأ في أيام الإمبراطور هادريان ( r. 117-138 ) وتجددت في أيام الإمبراطور قسطنطين ( r. 306–337 ). ومن بينها تاريخ ميخائيل السرياني (توفي عام 1199)، الذي كتب أن صفرونيوس تفاوض على حظر إقامة اليهود في القدس.
تذكر العديد من الروايات الإسلامية والمسيحية اللاحقة، فضلاً عن سجل يهودي يعود إلى القرن الحادي عشر، زيارة عمر إلى القدس. وفي الروايات الإسلامية واليهودية، أوصى كعب الأحبار، وهو يهودي بارز اعتنق الإسلام، عمر بالصلاة خلف الصخرة المشرفة حتى تكون القبلتان (نقطة اتجاه الصلاة الإسلامية) خلفه. رفض عمر هذا الاقتراح، وأصر على أن الكعبة في مكة هي القبلة الوحيدة؛  وكانت القدس هي القبلة الأصلية للمسلمين الأوائل حتى غيرها محمد إلى الكعبة. وذكرت المصادر الإسلامية واليهودية أن الحرم القدسي الشريف تم تنظيفه على يد مسلمي المدينة وأحيائها ومجموعة من اليهود. وأشارت الرواية اليهودية أيضًا إلى أن عمر أشرف على العملية واستشار شيوخ اليهود؛ ويقترح جيل أن شيوخ اليهود ربما يكونون إشارة إلى كعب الأحبار.  وتذكر الروايات المسيحية أن عمر زار كنائس القدس، لكنه رفض الصلاة فيها حتى لا يشكل سابقة للمسلمين في المستقبل. ربما نشأ هذا التقليد على يد كتاب مسيحيين لاحقين لتعزيز الجهود ضد التعديات الإسلامية على أماكنهم المقدسة.

### الإدارة والاستيطان بعد الفتح
يفترض جويتين والمؤرخ عميكام إيلاد أن القدس كانت المركز السياسي والديني الرئيسي للمسلمين في جند فلسطين منذ الفتح وحتى تأسيس الرملة في بداية القرن الثامن. ربما سبقه معسكر المسلمين العسكري الرئيسي في عمواس نيكوبوليس قبل أن يتم التخلي عنه بسبب طاعون عمواس في عام 639. ومن ناحية أخرى، يرى المؤرخ نمرود لوز أن التقاليد الإسلامية المبكرة تشير إلى أن فلسطين منذ عهد عمر كانت لها عاصمتان مزدوجتان هما القدس واللد ، حيث كان لكل مدينة حاكمها وحاميتها الخاصة. تم نشر قوة مساعدة من رجال القبائل من اليمن في المدينة خلال هذه الفترة.  أطلق عمرو بن العاص فتح مصر من القدس في ق. 640 ، ونقل ابنه عبد الله أحاديث عن المدينة.
دخلت القيادة المسيحية في القدس في حالة من الفوضى بعد وفاة صفرونيوس ق. 638 ، ولم يتم تعيين بطريرك جديد حتى عام 702. ومع ذلك، ظلت القدس ذات طابع مسيحي إلى حد كبير طوال الفترة الإسلامية المبكرة. وبعد فترة وجيزة من الفتح، ربما في عام 641، سمح عمر لعدد محدود من اليهود بالإقامة في القدس بعد مفاوضات مع القيادة المسيحية للمدينة. أشارت قطعة من سجل يهودي يعود للقرن الحادي عشر من جنيزة القاهرة إلى أن اليهود طلبوا توطين مائتي عائلة، وأن المسيحيين سيقبلون خمسين عائلة فقط، وأن عمر قرر في النهاية توطين سبعين عائلة من طبرية. وقد عزا جيل خطوة الخليفة إلى اعترافه بأهمية اليهود محليًا، وذلك بسبب وجودهم الكبير وقوتهم الاقتصادية في فلسطين، فضلاً عن رغبته في إضعاف الهيمنة المسيحية على القدس.
في وقت الفتح، كان الحرم القدسي في حالة خراب، حيث تركه المسيحيون البيزنطيون غير مستخدم إلى حد كبير لأسباب كتابية. وقد استغل المسلمون الموقع لأغراض إدارية ودينية. ومن المرجح أن يكون ذلك نتيجة لمجموعة من العوامل. ومن بينها أن الحرم القدسي كان مساحة كبيرة غير مأهولة في القدس، حيث كان المسلمون مقيدين بشروط الاستسلام من مصادرة الممتلكات المسيحية في المدينة. وقد يكون لليهود المتحولين إلى الإسلام تأثير أيضًا على المسلمين الأوائل فيما يتعلق بقدسية الموقع، وربما أراد المسلمون الأوائل إظهار معارضتهم للاعتقاد المسيحي بأن الحرم القدسي يجب أن يظل فارغًا. علاوة على ذلك، ربما كان لدى المسلمين الأوائل ارتباط روحي بالموقع قبل الفتح. وقد أدى استخدامهم للحرم القدسي إلى توفير مساحة واسعة للمسلمين تطل على المدينة بأكملها. ومن المرجح أن الحرم القدسي كان يستخدم للصلاة الإسلامية منذ بداية الحكم الإسلامي، وذلك بسبب حظر اتفاقية الاستسلام على المسلمين استخدام المباني المسيحية. ربما يكون عمر قد أذن بهذا الاستخدام للحرم القدسي. وتشير التقاليد التي استشهد بها المقدسيان الواسطي وابن المرجة في القرن الحادي عشر إلى أن اليهود كانوا يعملون كحراس ومنظفين للحرم الشريف وكان الموظفون معفيين من الجزية.
كان أقدم نشاط إسلامي يقع جنوب وجنوب غرب الموقع، في مناطق ذات كثافة سكانية منخفضة؛ وكان معظم الاستيطان المسيحي يتركز في غرب القدس حول الجلجثة وجبل صهيون. كان المسلمون الأوائل في القدس ينحدرون بشكل رئيسي من الأنصار، أي أهل المدينة المنورة. وكان من بينهم شداد بن أوس، ابن أخ الصحابي الجليل والشاعر حسان بن ثابت. توفي شداد ودفن في القدس بين عامي 662 و 679. ظلت عائلته بارزة هناك، وأصبح قبره فيما بعد مكانًا للتبجيل. واستقر في القدس أيضًا صحابي بارز آخر، وهو القائد الأنصاري عبادة بن الصامت، حيث أصبح أول قاضي في المدينة. استقر والد ريحانة محظية محمد اليهودية، وهو يهودي من المدينة المنورة اعتنق الإسلام، شمعون في القدس، ووفقًا لمجير الدين، ألقى الخطب الإسلامية. وأقامت أم الدرداء، وهي أنصارية وزوجة أول قاضي في دمشق، في القدس نصف العام. خليفة عمر الخليفة عثمان ( r. وقد قال الجغرافي المقدسي في القرن العاشر أن الخليفة العباسي الأول r. ) خصص عائدات حدائق الخضراوات الوفيرة في سلوان على مشارف المدينة، والتي كانت ستصبح ملكًا للمسلمين وفقًا لشروط الاستسلام، لفقراء المدينة.

## العصر الأموي (661-750)

### فترة السفيانيين (661-684)
الخليفة معاوية بن أبي سفيان ( r. أبو بكر الصديق r. )، مؤسس الخلافة الأموية ، كان في الأصل حاكمًا لسوريا في عهد عمر وعثمان. عارض خليفة عثمان عليًا أثناء الحرب الأهلية الإسلامية الأولى، وعقد اتفاقًا ضده مع حاكم مصر السابق وفاتح فلسطين عمرو بن العاص في القدس عام 658.
وفقًا للتاريخ الماروني شبه المعاصر والروايات التقليدية الإسلامية، حصل معاوية على قسم الولاء كخليفة في القدس في مناسبتين مختلفتين على الأقل بين عام 660 ويوليو 661. وعلى الرغم من أن التأريخ الدقيق غير متسق، فإن الروايات الإسلامية وغير الإسلامية تتفق عمومًا على أن أداء القسم لمعاوية تم في مسجد على جبل الهيكل. ربما تم بناء المسجد على يد عمر وتم توسيعه على يد معاوية، على الرغم من عدم وجود أي آثار واضحة للهيكل اليوم. وتشير السجلات المارونية إلى أن "العديد من الأمراء والطياح البدو العرب تجمعوا في القدس وقدموا أيديهم اليمنى لمعاوية". وبعد ذلك جلس يصلي في الجلجثة ثم صلى عند قبر مريم في جثسيماني. ومن المرجح أن يكون "البدو العرب" هم رجال القبائل العربية الأصليين في سوريا، والذين اعتنق معظمهم المسيحية في عهد البيزنطيين، واحتفظ العديد منهم بإيمانهم المسيحي خلال العقود الأولى من الحكم الإسلامي. وكانت صلاة معاوية في الأماكن المسيحية احتراماً للعرب السوريين الذين كانوا أساس قوته. ربما ساعد مستشاريه سرجون بن منصور وعبيد الله بن أوس الغساني في تنظيم احتفالات القدس.
ابن معاوية وخليفته في الخلافة يزيد الأول ربما زار القدس في عدة مناسبات خلال حياته. يرى المؤرخ عرفان شهيد أن الزيارات التي قام بها الخليفة، بصحبة الشاعر المسيحي العربي البارز الأخطل، كانت محاولات لتعزيز شرعيته كخليفة بين المسلمين.

## العصر المرواني (684-750)
الخليفة الأموي عبد الملك ( 685-705) ، الذي كان يشغل منصب حاكم جند فلسطين في عهد والده الخليفة مروان الأول (  684–685 )، تلقى قسم الولاء في القدس. ومنذ بداية خلافته، بدأ عبد الملك التخطيط لبناء قبة الصخرة والمسجد الأقصى  وكلاهما يقعان في الحرم القدسي الشريف. اكتمل بناء قبة الصخرة في عامي 691-692، ليشكل بذلك أول عمل عظيم في العمارة الإسلامية. أشرف على بناء قبة الصخرة المستشار الديني للخليفة رجاء بن حيوة من بيسان ومولاه المقدسي (غير العربي الذي اعتنق الإسلام) يزيد بن سلام. يعود الفضل في بناء قبة السلسلة في الحرم القدسي الشريف عمومًا إلى عبد الملك.
ينسب التقليد الإسلامي إلى عبد الملك ونائبه العملي على العراق الحجاج بن يوسف بناء بوابتين للحرم القدسي، والتي يقترح إيلاد أنهما بوابة النبي وبوابة الرحمة ؛ وينسب العلماء المعاصرون كلاهما إلى الأمويين.  قام الخليفة بإصلاح الطرق التي تربط عاصمته دمشق بفلسطين، وتربط القدس بمناطقها الشرقية والغربية. يتضح وجود أعمال الطرق من خلال سبعة معالم بارزة تم العثور عليها في جميع أنحاء المنطقة، أقدمها يعود تاريخها إلى مايو 692 وأحدثها إلى سبتمبر 704. وقد تم العثور على المعالم الأثرية، التي تحتوي جميعها على نقوش تنسب إلى عبد الملك، من الشمال إلى الجنوب، في أو بالقرب من فيق، وسمخ، ودير القديس جورج في وادي قلط ، وخان الحثرة، وباب الواد، وأبو غوش. تم العثور على جزء من معلم ثامن، من المرجح أنه تم إنتاجه بعد وفاة عبد الملك بفترة وجيزة، في عين حميد، إلى الغرب مباشرة من أبو غوش. كان مشروع الطريق جزءًا من حملة الخليفة المركزية، مع إيلاء اهتمام خاص لفلسطين نظرًا لموقعها الحرج كمنطقة عبور بين سوريا ومصر والمركزية الدينية للقدس بالنسبة للخليفة.
قد جرت أعمال بناء واسعة النطاق في الحرم الشريف وخارج أسواره في عهد ابن عبد الملك وخليفته الوليد الأول (  705–715 ). ينسب المؤرخون المعاصرون عمومًا إلى الوليد بن عبد الملك بناء المسجد الأقصى في الحرم القدسي الشريف، على الرغم من أن المسجد ربما تم بناؤه في الأصل من قبل أسلافه الأمويين؛ ووفقًا للرأي الأخير، كان الوليد مسؤولاً مع ذلك عن جزء من بناء المسجد. تشير برديات أفروديتو إلى أن العمال من مصر كانوا يُرسلون إلى القدس لفترات تتراوح بين ستة أشهر وسنة واحدة للعمل في المسجد الأقصى، وقصر الخليفة الوليد، ومبنى ثالث غير محدد للخليفة. يعتقد إيلاد أن المباني الستة الأموية التي تم التنقيب عنها جنوب وغرب الحرم الشريف قد تشمل القصر والمبنى غير المحدد المذكورين في البرديات.
شقيق الوليد وخليفته سليمان (  أبو بكر الصديق )، الذي كان حاكماً لجند فلسطين في عهد الوليد وعبد الملك، تم الاعتراف به في البداية كخليفة في القدس من قبل القبائل العربية وكبار الشخصيات. وقد أقام في القدس مدة غير محددة في خلافته، ولعل معاصره الشاعر الفرزدق قد أشار إلى ذلك في قوله تعالى "في المسجد الأقصى يقيم الإمام [سليمان]".  لقد بنى حمامًا هناك، لكن ربما لم يكن لديه نفس القدر من العبادة للقدس مثل أسلافه. بناء سليمان لمدينة جديدة، الرملة، التي تقع على بعد حوالي 40 كيلومتر (25 ميل) شمال غرب القدس، جاء على حساب القدس على المدى الطويل، حيث تطورت الرملة إلى العاصمة الإدارية والاقتصادية لجند فلسطين.
بحسب المؤرخ البيزنطي ثيوفانس المعترف (ت. 818)، فإن أسوار القدس دمرت على يد آخر الخلفاء الأمويين، مروان الثاني، في عام 745. في ذلك الوقت، كان الخليفة قد قمع القبائل العربية في فلسطين التي عارضته بسبب انضمامها إلى ثورة الأمير الأموي سليمان بن هشام في شمال سوريا.

## الحج والشعائر الإسلامية في العصر الأموي
في عهد الأمويين كان محور الطقوس والحج الإسلامي في القدس هو جبل الهيكل وإلى حد أقل محراب داود (ربما برج داود )، ونبع سلوان ، وبستان جثسيماني وقبر مريم، وجبل الزيتون. شجع الأمويون المسلمين على الحج والصلاة في القدس، كما نشأت تقاليد في العصر الأموي احتفلت بالمدينة. في هذه الفترة، كان الحجاج المسلمون يأتون إلى القدس للتطهر قبل أداء العمرة أو الحج إلى مكة المكرمة. قام المسلمون الذين لم يتمكنوا من أداء فريضة الحج، وربما المسيحيون واليهود، بالتبرع بزيت الزيتون لإضاءة المسجد الأقصى. من المفترض أن الجزء الأكبر من الحجاج المسلمين إلى القدس كانوا من فلسطين وسوريا بشكل عام، على الرغم من أن العديد منهم جاءوا من أجزاء بعيدة من الخلافة.

## العباسيون والطولونيون والإخشيديون (750-969)
أُطيح بالأمويين في عام 750 على يد الأسرة العباسية ، التي حكمت الخلافة بعد ذلك بما في ذلك القدس، مع انقطاعات، على مدى القرنين التاليين. هذه الفترة هي الأقل توثيقًا من الفترة الإسلامية المبكرة بشكل عام. تركزت أنشطة البناء المعروفة في منطقة الحرم القدسي الشريف، وتميزت بإصلاح الهياكل المتضررة بسبب الزلازل. وكان الخلفاء المنصور ( r. 754-775 ) والمهدي ( r. 775–785 ) أمر بإعادة بناء المسجد الأقصى على نطاق واسع بعد الأضرار التي سببها الزلزال.
بعد العصر العباسي الأول (750-878)، تمكن الطولونيون ، وهم سلالة مملوكية من أصل تركي ، من الحكم بشكل مستقل على مصر ومعظم سوريا الكبرى، بما في ذلك فلسطين، لمدة تقرب من ثلاثة عقود (878-905). أحمد بن طولون، مؤسس الأسرة المصرية، عزز حكمه على فلسطين بين عامي 878 و880، ثم نقله إلى ابنه عند وفاته في عام 884. وبحسب البطريرك إيليا الثالث بطريرك القدس، فقد أنهى ابن طولون فترة الاضطهاد ضد المسيحيين بتعيين حاكم مسيحي في الرملة (أو ربما القدس)، حيث بدأ هذا الحاكم في تجديد الكنائس في المدينة. كان لابن طولون طبيب يهودي، وأظهر عمومًا موقفًا متساهلًا للغاية تجاه أهل الذمة، وعندما كان على فراش موته، صلى له اليهود والمسيحيون على حد سواء. كان ابن طولون الأول في سلسلة حكام فلسطين المقيمين في مصر، والتي انتهت بالإخشيديين. وفي حين تمكن الطولونيون من الحفاظ على درجة عالية من الحكم الذاتي، استعاد العباسيون السيطرة على القدس في عام 905، وفي الفترة ما بين 935 و969 كانت القدس تحت إدارة حكامهم المصريين، الإخشيديين. خلال هذه الفترة بأكملها، نمت الأهمية الدينية للقدس، حتى أن العديد من الحكام المصريين اختاروا أن يدفنوا هناك.
عادت الحكم العباسي بين عامي 905 و969، وكانت الثلاثين عامًا الأولى منها حكمًا مباشرًا من بغداد (905-935)، أما الباقي فكان من خلال حكام مصر الإخشيديين (935-969). والدة الخليفة المقتدر r. (908–932 ) قام ببناء أروقة خشبية تحت جميع أبواب المدينة وقام بإصلاح قبة الصخرة.
تميزت الفترة الإخشيديين بأعمال الاضطهاد ضد المسيحيين، بما في ذلك هجوم المسلمين على كنيسة القيامة في عام 937، حيث أشعلوا النار في الكنيسة وسرقة كنوزها. وارتبطت التوترات بالتهديد المتجدد الذي شكله البيزنطيون المعتدون، وعلى هذه الخلفية انضم اليهود إلى المسلمين. في عام 966، هاجم الغوغاء المسلمون واليهود، بتحريض من الحاكم الإخشيدي، كنيسة القيامة مرة أخرى، مما أدى إلى اندلاع حريق تسبب في انهيار القبة التي تقف فوق قبر يسوع وتسبب في وفاة البطريرك يوحنا السابع .

## الفاطميون والسلاجقة (970-1099)
شهدت بداية العصر الفاطمي الأول (970-1071) جيشًا غالبيته من البربر يغزو المنطقة. بعد ستة عقود من الحرب وأربعة عقود أخرى من الاستقرار النسبي، غزت القبائل التركية المنطقة، مما أدى إلى بدء فترة من الاضطرابات الدائمة، حيث قاتلت بعضها البعض وضد الفاطميين، وفي أقل من ثلاثين عامًا من الحرب والتخريب، دمرت جزءًا كبيرًا من فلسطين، مما جلب مصاعب رهيبة، وخاصة على السكان اليهود. ومع ذلك، بقيت المجتمعات اليهودية في أماكنها، ولكن تم اقتلاعها من جذورها بعد عام 1099 على يد الصليبيين. بلغ مجموع الحكم التركي أكثر من ربع قرن من الحروب المستمرة، مما أثر سلبًا على المجتمعات المسيحية المحلية، فضلاً عن منع وصول الحجاج من أوروبا في نهاية المطاف، وهو ما يُنظر إليه كعامل في بدء الحروب الصليبية. ولكننا نعلم أيضًا عن زائر من إسبانيا الإسلامية، ترك لنا تقريرًا عن النشاط المكثف في المدارس السنية في القدس وتفاعله مع اليهود والمسيحيين في الأعوام 1093-1095.
بين عامي 1071 و1076، تم الاستيلاء على فلسطين من قبل القبائل التركمانية ، وسقطت القدس في عام 1073. كان التركمان يتصرفون في المنطقة كعملاء أحرار، لكنهم أصبحوا معروفين باسم السلاجقة، نسبة إلى الحكام الأساسيين بين الغزاة الأتراك للمملكة العربية الإسلامية، سلالة السلاجقة ، الذين ارتبطوا بهم. حاصر الأمير السلجوقي أتسيز بن أواق الخوارزمي، زعيم قبيلة النواكية التركية ، القدس واستولى عليها في عام 1073 واحتفظ بها لمدة أربع سنوات. وضع أتسيز الأراضي التي استولى عليها تحت السيطرة الاسمية للخلافة العباسية. في عام 1077، عند عودته من محاولة كارثية للاستيلاء على القاهرة، عاصمة الخلافة الفاطمية، وجد أنه في غيابه تمرد سكان القدس وأجبروا حاميته على اللجوء إلى القلعة، وأسروا عائلات وممتلكات التركمان. حاصر أتسيز القدس ووعد المدافعين بالأمان والعفو والسلامة، فاستسلموا. نكث أتسيز بوعده وذبح 3000 من السكان، بمن فيهم أولئك الذين لجأوا إلى المسجد الأقصى ولم يبق إلا أولئك داخل قبة الصخرة. في عام 1079، قُتل أتسيز على يد حليفه الاسمي توتوش، الذي أسس فيما بعد سلطة عباسية أكثر ثباتًا في المنطقة. بعد أتسيز، حكم قادة السلاجقة الآخرون القدس واستخدموها كقاعدة قوة في حروبهم المتواصلة. بدأت فترة جديدة من الاضطرابات في عام 1091 مع وفاة أرتوق، حاكم توتوش في القدس، وخلافة ولديه اللذين كانا متنافسين لدودين. وتناوبت السيطرة على المدينة عدة مرات، حتى أغسطس/آب 1098، عندما استغل الفاطميون الفرصة التي أتاحها اقتراب الحملة الصليبية الأولى، واستعادوا السيطرة على المدينة وحكموها لمدة تقل عن عام.

### المجتمع اليهودي في القرن الحادي عشر
عانى السكان اليهود من صعوبات كبيرة خلال السنوات المضطربة للحكم التركي، حتى أن مدرسة القدس الدينية، المؤسسة المركزية للقانون اليهودي في فلسطين، اضطرت إلى الانتقال إلى صور في وقت ما بعد عام 1078، في أعقاب التمرد ضد أتسيز، على الرغم من عدم وجود معلومات حول ما إذا كان اليهود قد شاركوا فيه جنبًا إلى جنب مع المواطنين المسلمين.
وفقًا للحاخام إيليا من تشيلم، عاش اليهود الألمان في القدس خلال القرن الحادي عشر. تحكي القصة أن يهوديًا فلسطينيًا يتحدث الألمانية أنقذ حياة شاب ألماني اسمه دولبرغر. لذلك عندما جاء فرسان الحملة الصليبية الأولى لحصار القدس، قام أحد أفراد عائلة دولبرغر الذي كان من بينهم بإنقاذ اليهود في فلسطين وحملهم إلى وورمز لرد الجميل. ويأتي المزيد من الأدلة على وجود المجتمعات اليهودية الألمانية في المدينة المقدسة في شكل أسئلة هلاكية أرسلت من ألمانيا إلى القدس خلال النصف الثاني من القرن الحادي عشر.

### المجتمع المسيحي في القرن الحادي عشر
مع توسع الحدود البيزنطية في بلاد الشام في أوائل القرن الحادي عشر، بدأ التسامح المحدود الذي أبداه الحكام المسلمون تجاه المسيحيين في الشرق الأوسط يتضاءل. أمر الخليفة الفاطمي المصري الحاكم بأمر الله بهدم جميع الكنائس في جميع أنحاء العالم الإسلامي بدءًا من تلك الموجودة في القدس. كانت كنيسة القيامة المقدسة ، التي يقدسها جميع المسيحيين في ذلك الوقت باعتبارها موقع صلب المسيح ودفنه، من بين أماكن العبادة التي تم تدميرها، ولكن تم منح الإذن فيما بعد بإعادة بنائها.
إن المعاناة والحرمان الناجمين عن عقود من الحكم التركي العدواني دفعا بعض المسيحيين المحليين إلى توقع اقتراب نهاية العالم، ونتيجة لحالة الحرب الدائمة، رفضت الموانئ الفلسطينية التي يسيطر عليها الفاطميون بشكل أساسي سفن الحجاج القادمة من أوروبا في عام 1093، وهو الوضع الذي ساهم في بدء الحملة الصليبية الأولى. وبشكل عام، ورغم ندرة المعلومات، يبدو أن التركمان فضلوا اليعاقبة واللاتين على الأرثوذكس اليونانيين، الذين اعتبروا قريبين من الإمبراطورية البيزنطية، عدوًا دائمًا.